# МАТАМ (научно-промышленный центр)
МАТА́М (ивр. מת"ם‎ — аббревиатура ивр. מרכז תעשיות מדע‎, Мерка́з Таасийо́т Мада́ — Научно-промышленный центр) — первый и наиболее крупный в Израиле комплекс высокотехнологичных компаний, так называемая «Израильская кремниевая долина», расположенный у южного въезда в Хайфу на средиземноморском побережье. В МАТАМе находятся центры разработок таких ведущих фирм, как Intel, IBM, Microsoft, Yahoo!, Philips, Google, Qualcomm, Zoran Corporation, NDS Group, Elbit Systems, Aladdin Knowledge Systems, NetManage, Neustar, NetApp.
МАТАМ был основан в 1970-х годах Экономической корпорацией Хайфы. Одним из первых обитателей МАТАМа стал израильский научно-исследовательский центр разработок фирмы Intel, построивший в 1974 году четырёхэтажное здание. С середины 1990-х годов отделение фирмы построило комплекс из нескольких соединённых между собой корпусов, вмещающих более 2000 сотрудников.
На сегодняшний день собственниками МАТАМа являются Земельная корпорация Гав-Йам (51%) и Экономическая корпорация Хайфы (49%).
Территория МАТАМа составляет примерно 220 000 квадратных метров, планируется её расширение на 100,000 квадратных метров. Здания МАТАМа имеют суммарную внутреннюю площадь порядка 270.000 квадратных метров. Общее количество занятых в фирмах сотрудников превышает 8000. На территории МАТАМа размещены разнообразные вспомогательные обслуживающие предприятия, такие как детский сад, кафе, медицинский центр, почтовое отделение, бензозаправочная станция, отделение банка Оцар-ха-Хаяль, автомобильные парковки.
| - Здание фирмы Microsoft - Здание фирмы Google - Здание фирмы Yahoo! - Вид с прибрежного шоссе |